# Jung Ho-jin
Jung Ho-jin (kor. 정호진; * 30. Mai 1984) ist ein ehemaliger südkoreanischer Fußballspieler.

## Karriere
Jung Ho-jin erlernte das Fußballspielen in der Universitätsmannschaft der Dong-Eui University im südkoreanischen Busan. Seinen ersten Vertrag unterschrieb er 2007 beim Daegu FC. Das Fußballfranchise aus Daegu spielte in der ersten Liga, der K League 1. Von Mitte 2008 bis Ende 2010 spielte er beim Gwangju Sangmu FC. Zu den Spielern des Vereins zählen südkoreanische Profifußballer, die ihren zweijährigen Militärdienst ableisten. 2011 verließ er sein Heimatland und wechselte nach Thailand. Hier unterschrieb er einen Vertrag beim Thailand Tobacco Monopoly FC. Der Verein spielte in der höchsten Liga des Landes, der Thai Premier League. Ende 2012 musste er mit dem Verein den Weg in die Zweitklassigkeit antreten. Nach dem Abstieg verließ er TTM und schloss sich dem Erstligisten Sisaket FC an. Für den Verein aus Sisaket stand er in der Hinserie dreimal auf dem Spielfeld. Die Rückserie 2013 stand er beim Ligakonkurrenten Samut Songkhram FC in Samut Songkhram unter Vertrag. Für Samut absolvierte er 16 Erstligaspiele. Ende 2013 beendete er seine Karriere als aktiver Fußballspieler.